# Циники (сериал)
«Ци́ники» — российская многосерийная комедийная драма про пикапера-самоучку, который бросает вызов дипломированному психологу. В главных ролях: Аскар Ильясов, Светлана Иванова, Виктория Исакова, Кирилл Кяро.
Премьера состоялась 28 июля 2025 года в онлайн-кинотеатре Okko.
Слоган проекта: «Отношения — их работа».

## Сюжет
Директор школы отношений «Эгоисты» Валерия Шамина (Виктория Исакова) живёт в браке с успешным бизнесменом Глебом Тереховым (Кирилл Кяро) и полностью поглощена своим делом. У ведущего сотрудника её школы, амбициозного и опытного психолога Елены Островской (Светлана Иванова), нет отбоя от клиентов, но сама она никак не может устроить личную жизнь и находится в многолетних отношениях с женатым профессором психологии Александром Гарановым (Евгений Стычкин), с которым познакомилась ещё студенткой.
Валерия берёт на работу нового сотрудника Джамала Бакаева (Аскар Ильясов), который утверждает, что он специалист по искусству соблазнения. Но Валерия не подозревает, что у Джамала даже нет специального образования. На самом деле он циник и авантюрист, сбежавший из Казани в Москву, спасаясь от преследования влиятельного отца своей любовницы.
Елена, которая видит в новом сотруднике конкурента, начинает наблюдать за ним и приходит к выводу, что он проходимец и шарлатан. У неё есть все шансы избавиться от него, раскрыв всю правду директору, но его семинары неожиданно начинают пользоваться огромным успехом у клиентов, и парень начинает приносить школе доход. Джамал и Елена становятся соперниками, но вскоре понимают, что их тянет друг к другу.
Между тем Валерия переживает кризис в отношениях с Глебом. Она решает развестись с мужем. Однако помещение школы принадлежит Глебу, и, чтобы заведение не закрылось, Валерии необходимо заработать крупную сумму, чтобы выкупить бизнес у мужа. Она предлагает сотрудникам партнёрство, если они объединятся и приведут крупных клиентов. Но Елена и Джамал понимают, что для спасения школы есть ещё один вариант: нужно просто спасти разрушающийся брак, а в этом они — профессионалы…

## Производство
Сериал снят кинокомпанией «Общественное мнение» по заказу онлайн-кинотеатра Okko.
Идея сериала возникла в 2017 году — именно тогда в Доме кино состоялся IX питчинг дебютантов в номинации «Телесериалы» в рамках Всероссийского молодёжного кинофорума. Проект представляла автор сценария Екатерина Григорьева, которая заявила его как 20-серийное драмеди, «повествующее о тренерах „Школы личных отношений“ — красивых, наглых и амбициозных циниках; которые уверены, что отношения мужчин и женщин — это партия в шахматы, где умный игрок в несколько ходов объявляет слабаку шах и мат; для них нет запретов, на своих тренингах они учат получать своё при любых условиях». Проект получил денежный приз от Союза кинематографистов России на разработку сериала.
Съёмки проходили осенью 2024 года. Над проектом работала практически в неизменном составе команда, ранее снимавшая лирическую комедию «Нежность».
Первый трейлер сериала вышел 25 июня 2025 года, финальный трейлер — 21 июля 2025.
Премьера состоялась 28 июля 2025 года на платформе онлайн-кинотеатра Okko.

## Актёры и персонажи

### Главные роли
| Актёр               | Роль                                               |
| ------------------- | -------------------------------------------------- |
| Аскар Ильясов       | Джамал, пикапер                                    |
| Светлана Иванова    | Елена Островская, психолог                         |
| Виктория Исакова    | Валерия Шамина, директор школы отношений «Эгоисты» |
| Вячеслав Чепурченко | Антон Лебедев, йог                                 |
| Евгений Стычкин     | профессор                                          |
| Кирилл Кяро         | Глеб Терехов, муж Валерии                          |
| Валерия Ёлкина      | секретарь                                          |
| Юлия Топольницкая   | сексолог                                           |
| Ангелина Пахомова   | бывшая пикапера                                    |

### Роли второго плана / эпизоды
| Актёр               | Роль                              |
| ------------------- | --------------------------------- |
| Александр Брыкин    | секретарь жены Гаранова           |
| Александр Кузнецов  | бригадир                          |
| Александр Румянцев  | менеджер кафе                     |
| Алексей Розин       |                                   |
| Андрей Коротаев     | Владимир                          |
| Арина Волкова       | пострадавшая                      |
| Арсен Гюльбалаев    | Левон                             |
| Артемий Корочков    | Николай Иванович                  |
| Артём Косыгин       | парень на свидании                |
| Артур Гараганов     | Александр, супервизор             |
| Валерия Лихачёва    | Даша                              |
| Валерия Мохова      | Ирка                              |
| Василий Копейкин    |                                   |
| Герман Кильбург     | Павел, официант                   |
| Дана Агишева        | член совета директоров            |
| Денис Власенко      |                                   |
| Диана Милютина      | Алиса                             |
| Дмитрий Сафронов    | Синий                             |
| Дмитрий Цвелев      | Боровский, член совета директоров |
| Евгений Серзин      |                                   |
| Евгения Кузнецова   |                                   |
| Егор Боршняков      | старшеклассник                    |
| Елена Грук-Чернова  | барменша                          |
| Елизавета Бошоер    | девушка                           |
| Ирина Бякова        |                                   |
| Карина Разумовская  |                                   |
| Константин Муранов  | член совета директоров            |
| Лана Бражник        | проводница                        |
| Лев Зулькарнаев     |                                   |
| Максим Амельченко   |                                   |
| Мария Калганова     | девушка в клубе                   |
| Настасья Топоркова  | мама Серёжи                       |
| Никита Мейеров      | мужик                             |
| Никита Панов        | одноклассник                      |
| Николай Мошкин      | пацан                             |
| Нино Нинидзе        |                                   |
| Олег Рубанов        | Виталий                           |
| Ольга Белякова      | продавец                          |
| Павел Ворожцов      |                                   |
| Семён Штейнберг     |                                   |
| Сергей Горюнов      | парень на свидании                |
| София Сучкова       | Даша                              |
| Татьяна Струженкова |                                   |
| Шура                | камео                             |
| Юлия Мазур          | Оксана, косметолог                |
| Ян Хведчин          | участник тренинга                 |

## Сезоны и серии
| Серия | Дата выхода     |
| ----- | --------------- |
| 1     | 28 июля 2025    |
| 2     | 28 июля 2025    |
| 3     | 29 июля 2025    |
| 4     | 30 июля 2025    |
| 5     | 4 августа 2025  |
| 6     | 5 августа 2025  |
| 7     | 6 августа 2025  |
| 8     | 11 августа 2025 |
| 9     | 12 августа 2025 |
| 10    | 13 августа 2025 |

## О сериале
Ирина Бас, режиссёр:
Быть циником — это тренд современного общества. Герои нашей истории полностью соответствуют названию. Они яркие, непредсказуемые, даже опасные. Они играют чувствами и друг другом. И, кажется, что к ним нельзя поворачиваться спиной. При этом они дико обаятельные, ранимые и жаждут настоящей любви.
Виктория Исакова, продюсер, актриса:
У нас прекрасная команда, все молодые, красивые, влюбленные в материал и в кино в целом. Потрясающий кастинг, за который нам пришлось биться, и теперь им можно по-настоящему гордиться.
Аскар Ильясов, актёр:
Я сразу загорелся сериалом и почувствовал, что у меня есть что сказать и есть что сыграть. Я понял, что готов вложиться в эту историю, и, как говорит мой агент, этот проект станет моей несгораемой суммой. Мой герой Джамал — это молодой, амбициозный и зажигательный мужчина со множеством полутонов и оттенков, у которого блеск сочетается с тусклостью, а ослепительная яркость с тьмой. Он стремительно мчится сквозь атмосферу, стараясь не сгореть. Да, безусловно, он больше светлый человек, но не нужно сбрасывать со счетов его теневую сторону.
Светлана Иванова, актриса:
Моя Лена Островская яркая, умная, неоднозначная, мы придумывали её и разбирали вместе с режиссёром Ирой Бас и нашим консультантом — психологом Артуром Гарагановым. Мне очень нравится процесс рождения этой роли, и, конечно, я хочу, чтобы зритель полюбил её так же, как я.